# Holly Bradshawová
Holly Bethan Bradshawová, rozená Bleasdaleová (* 2. listopadu 1991, Preston, Anglie) je britská atletka, jež v roce 2013 vybojovala na HME v Göteborgu výkonem 467 cm titul halové mistryně Evropy ve skoku o tyči.

## Kariéra
Od šesti let se věnovala gymnastice. Se skokem o tyči začala až později a její talent se začal brzy rozvíjet. 21. června 2009 v Manchesteru překonala 405 cm, čímž vytvořila nový juniorský národní rekord. Kvůli zranění však nestartovala na ME juniorů, které se ve dnech 23. – 26. července konalo v srbském Novém Sadu. 26. června 2010 v Birminghamu si vylepšila osobní maximum na 435 cm. O měsíc později vybojovala výkonem 415 cm bronzovou medaili na juniorském mistrovství světa v kanadském Monctonu.
Na halovém ME 2011 v Paříži skončila v kvalifikaci na celkovém 11. místě z dvaceti závodnic a do devítičlenného finále nepostoupila. 2. července 2011 v Mannheimu vylepšila o devět centimetrů britský rekord Kate Dennisonové z roku 2010. Výkonem 470 cm se zařadila mezi favoritky evropského šampionátu do 23 let, který se konal v roce 2011 v České republice. Titul mistryně Evropy do 23 let nakonec na městském stadionu v Ostravě-Vítkovicích vybojovala výkonem 455 cm. Neúspěchem pro ni skončilo MS v atletice v jihokorejském Tegu, kde v kvalifikaci nedokázala překonat základní výšku 425 cm.

### Sezóna 2012
Dne 21. ledna 2012 na halovém mítinku ve francouzském Villeurbanne skočila napotřetí výšku 487 cm. Tímto výkonem se zařadila na druhé místo dlouhodobých tabulek, když před ní se výše dokázala několikrát dostat jen Jelena Isinbajevová, která o měsíc později ve Stockholmu vylepšila vlastní halový světový rekord o další centimetr na 5,01 m. Stejnou výšku se pokoušela překonat také Britka ale světový rekord Rusky nepřekonala. 4. února 2012 se na druhé místo historických tabulek znovu vrátila Američanka Jennifer Suhrová, která v Bostonu zvládla 488 cm a dne 2. března 2013 vytvořila výkonem 502 cm nový halový světový rekord.
Na halovém MS v tureckém Istanbulu poté vybojovala bronzovou medaili (470 cm). Stříbro získala Francouzka Vanessa Boslaková (470 cm) a zlato Jelena Isinbajevová (480 cm).
Těsně před startem ME v atletice 2012 v Helsinkách si vylepšila hodnotu osobního rekordu pod širým nebem na 471 cm. Evropského šampionátu se však nakonec nezúčastnila.

### Osobní rekordy
- hala – 487 cm – 21. ledna 2012, Villeurbanne
- venku – 471 cm – 24. června 2012, Birmingham